# Ligeja (syrena)
Ligeja (także Ligia, gr. Λιγεία Ligeía, łac. Ligea) – w mitologii greckiej syrena.
Uchodziła za córkę boga rzecznego Acheloosa i muzy Terpsychory (lub Melpomene).